# Eccidio di Pratolungo
L'eccidio di Pratolungo è un crimine di guerra della seconda guerra mondiale ai Castelli Romani, avvenuto il 19 febbraio 1944 nel territorio di Velletri, in provincia di Roma

## Fatti
Dopo lo sbarco di Anzio (22 gennaio 1944), Velletri si era trovata a essere retrovia del fronte.
Il 19 febbraio del 1944 in contrada Pratolungo, dodici cittadini italiani vennero trucidati dai soldati tedeschi durante una rappresaglia per la morte di un soldato tedesco ucciso da un contadino che voleva difendere la moglie da un tentativo di stupro. I martiri furono: Nicola Amici, Pietro Ferri, Artemisia Mammucari, Achille Mancini, Carlo Martini, Silio Papacci, Enrico Papacci, Renato Priori, Sabatino Raia, Palmiero Casini e Gerardo Ramiccia.

## Monumenti
Sul luogo dell'eccidio, lungo via Pratolungo, è stato posto un monumento in memoria delle vittime.
Nel 1994, lungo via Vecchia Napoli a poca distanza dal luogo dell'eccidio fu posta una stele in memoria delle vittime.